# Чемериси (Брагінський район)
Чемериси — (біл. аграгарадок Чамярысы), агромістечко в складі Брагінського району розташоване в Гомельській області Білорусі. Агромістечко підпорядковане Чемериській сільській раді і є центром однойменної сільської ради, в ньому мешкає 492 особи (станом на 2004 рік).
Агромістечко Чемериси розташоване на південному сході Білорусі, в південній частині Гомельської області, неподалік від районного центру Брагіна (за 23 кілометри східніше).